# Shimla
 (mars 2024).
Si vous disposez d'ouvrages ou d'articles de référence ou si vous connaissez des sites web de qualité traitant du thème abordé ici, merci de compléter l'article en donnant les références utiles à sa vérifiabilité et en les liant à la section « Notes et références ».
Shimla (en hindi : शिमला, /ˈʃɪmla/, anciennement nommée Simla) est une ville du nord-ouest de l'Inde, capitale de l'État de Himachal Pradesh et du district du même nom.
Comptant 170 000 habitants en 2011, elle est de 1864 à l'indépendance du pays en 1947 la capitale d'été du gouvernement impérial anglais de Delhi et est souvent le centre d'activités et rencontres politiques importantes.

## Géographie
Shimla est située à une altitude de 2 205 mètres, à environ 115 km de Chandigarh et à 365 km de New Delhi.
La ville est entourée de forêts de pins, de rhododendrons et de chênes

## Économie
La ville, en sa qualité de capitale de l'État, fournit de nombreux emplois administratifs employant près de 47 % de la population active.
L'autre secteur économique important de Shimla est le tourisme, procurant près de 10 % d'emplois.
C'est également une plaque tournante pour le transport et le commerce et un centre important de soins pour toute la région, comptant une école de médecine et quatre hôpitaux.

## Histoire
Autrefois, la ville s'appelait Simla, ainsi nommée d'après Devi Shyamala, une incarnation de la déesse Kâlî.
En 1864, elle fut déclarée capitale d'été du Raj britannique, surnommée Queen of Hills (« Reine des collines »), et eut à l'époque un rôle significatif dans l'histoire de l'Inde britannique.
La ville est notamment célèbre pour avoir été le siège d'une conférence à laquelle participèrent les plénipotentiaires de la République de Chine, du Tibet et du Royaume-Uni, conférence qui déboucha sur la Convention de Simla en 1914 et le tracé de la ligne McMahon qui définit la frontière entre le Tibet et l'Inde.
Durant la Seconde Guerre mondiale, le gouvernement de la Birmanie britannique, occupée par l'Armée impériale japonaise, se trouvait en exil à Shimla.

## Transports
Shimla est le terminus de la ligne de chemin de fer Kalka-Shimla.

## Lieux et monuments
La ville est célèbre pour ses bâtiments de style Tudor et néogothique datant de l'époque coloniale, comme l'ancien palais des vice rois (devenu l'Indian Institute of Advanced Study), l'hôtel de ville ou le bureau de poste.
Elle compte également des églises, notamment la Christ Church, deuxième église la plus ancienne du nord de l'Inde, située sur le Ridge, grande place du cœur de Shimla, et des temples hindous.
Durant l'invasion chinoise du Tibet et la Révolution culturelle, le monastère bouddhiste de Dorje Drak dans la région du Kham au Tibet a été presque entièrement détruit. Cette importante institution nyingmapa a été reconstituée à Shimla sous le nom de Thubten E-vam Dorjey Drag.

## Jumelages
- Carbondale (Illinois) (États-Unis)

## Personnalités liées à la ville
- Horatio Boileau Goad (1839-1896), policier britannique qui fut secrétaire de la corporation municipale de Simla.
- Henry McMahon (1862-1949), homme politique britannique y est né.
- Shahid Javed Burki (1938-), économiste pakistanais, né à Shimla sous la domination britannique.
- Rubina Dilaik (1987-) : actrice de la télévision indienne, née à Shimla.
- Le professeur Philip Mortimer (vers 1910), figure emblématique de la série de bande dessinée Blake et Mortimer, naît à Shimla, où son père exerce comme médecin-major de l'armée.

## Galerie

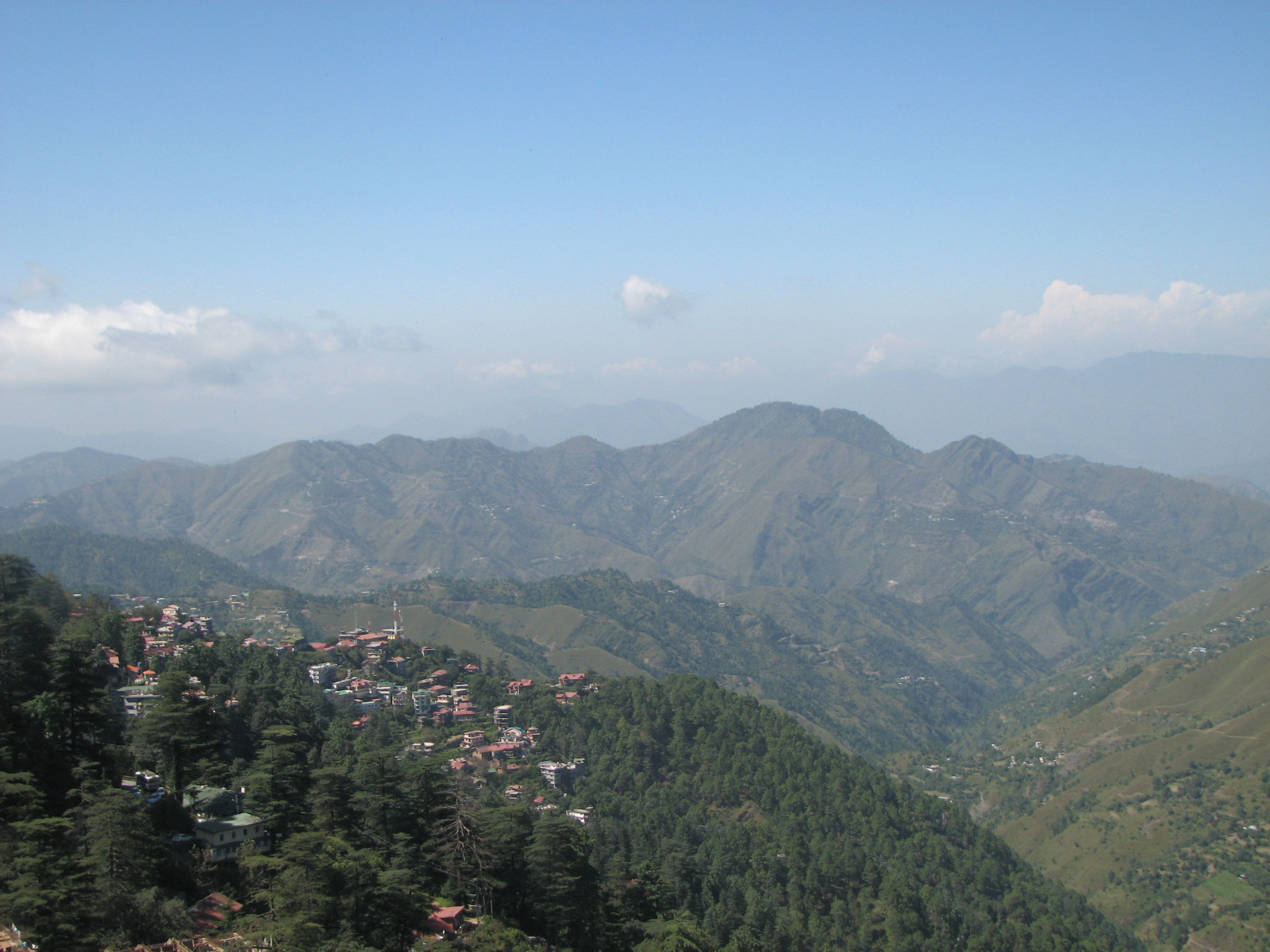
Vue des environs de Shimla.
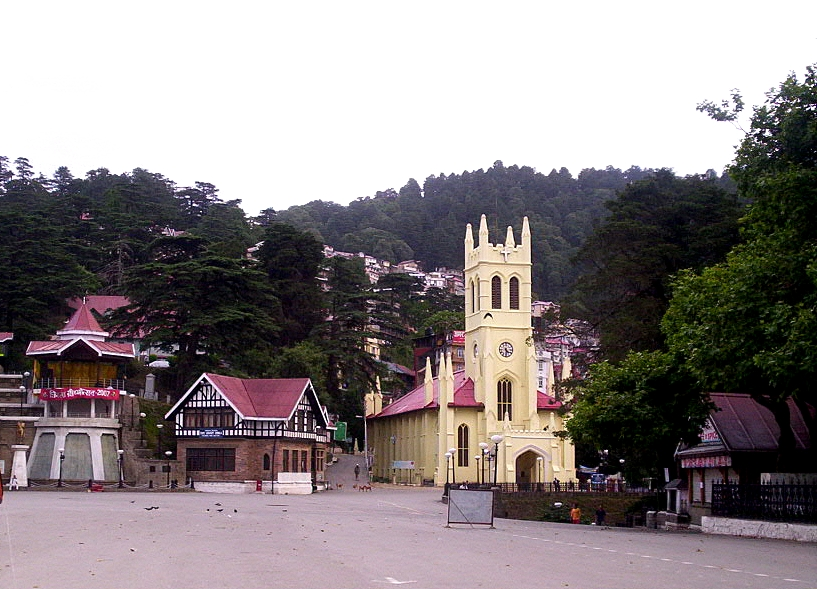
Christ Church et le Ridge.
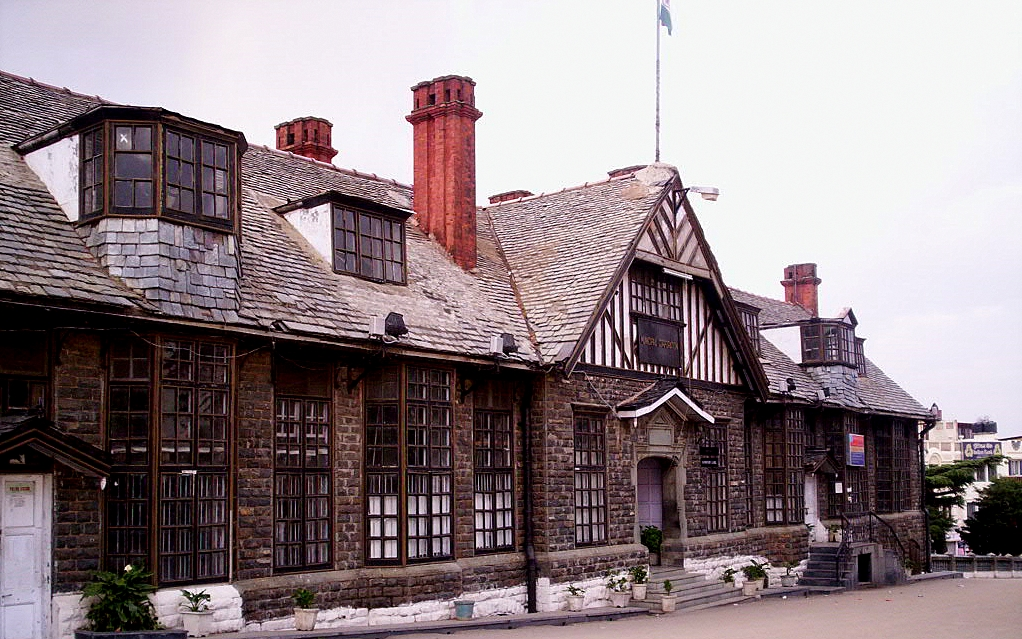
L'hôtel de ville vu du Ridge.
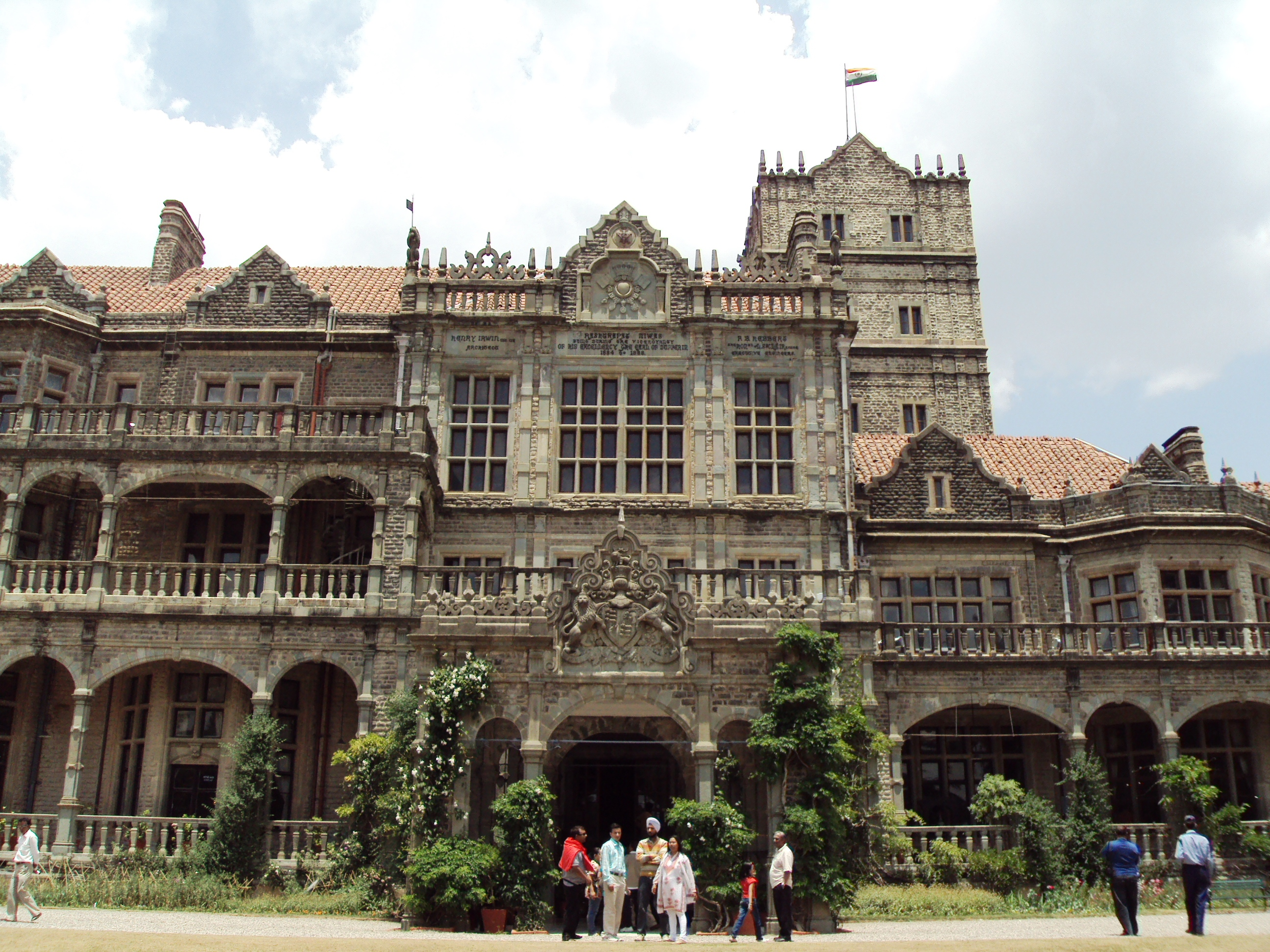
L'Indian Institute of Advanced Study.
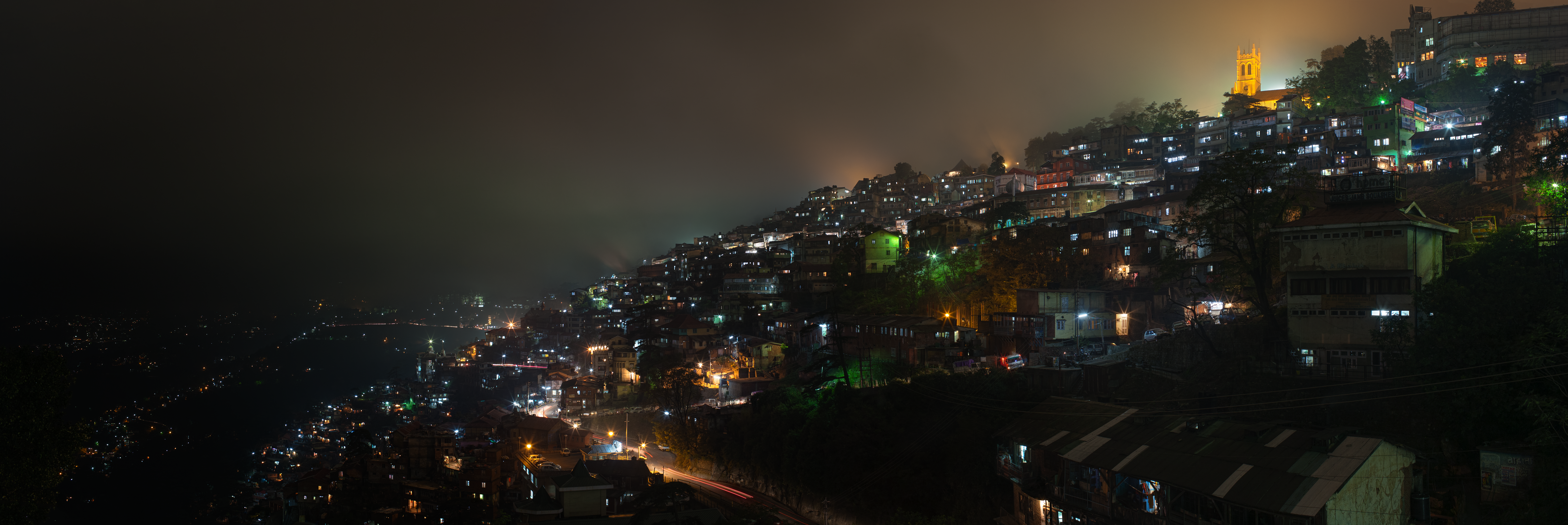
Shimla la nuit en 2011.

## Climat
| Saison    | Mois                | Température   | Conditions                                                               |
| --------- | ------------------- | ------------- | ------------------------------------------------------------------------ |
| Printemps | mars - avril        | 10 °C à 20 °C | Ciel généralement clair avec parfois des pluies accompagnées d'orages    |
| Été       | mai - juin          | 16 °C à 28 °C | Ciel dégagé, feux de forêts fréquents                                    |
| Mousson   | juillet - septembre | 13 °C à 20 °C | Atmosphère très humide avec des pluies qui peuvent durer plusieurs jours |
| Automne   | octobre - novembre  | 10 °C à 23 °C | Ciel clair et soirs frais                                                |
| Hiver     | décembre- février   | -7 °C à 10 °C | Temps froid et chutes de neige fréquentes                                |